# Acacia erinacea
Acacia erinacea är en ärtväxtart som beskrevs av George Bentham. Acacia erinacea ingår i släktet akacior, och familjen ärtväxter. Inga underarter finns listade i Catalogue of Life.